# AMC 35
AMC.35 (Auto-mitrailleuse de Combat, с фр. букв. «боевой бронеавтомобиль») — французский лёгкий танк поддержки кавалерийских соединений 1930-х годов. Был создан фирмой Renault в 1934—1936 годах по заказу французской кавалерии. Из-за возросших после 1934 года требований к защищённости, которым AMC.35 уже не соответствовал, он уступил роль основного кавалерийского танка более тяжёлому S.35 и заказ на его выпуск составил лишь 100 единиц. Серийное производство AMC.35 осуществлялось с 1938 года и продолжалось до капитуляции Франции в 1940 году. В то время бельгийской армией был объявлен конкурс на лучший лёгкий танк. В конкурсе участвовали британские и французские танки, и победителем был признан французский вариант. Было заказано 25 танков и 25 башен к ним. Бельгийские танки отличались некоторыми изменениями касательно вооружения и башни.
Основной особенностью данного танка стало то, что он оказался последним разработанным и выпущенным в серийное производство образцом лёгкого танка поддержки кавалерийских соединений.
Немцы использовали несколько трофейных танков под названием Pz.Kpfw.AMC 738(f).

## История создания
Данный танк разрабатывался фирмой Renault, начиная  с 1934 года, как дальнейшее развитие и объединение линий AMR 35 и AMC 34. Серийное производство началось в 1938 году.

## Серийное производство
В 1936 — 1937 годах было построено три прототипа, из них один для Бельгии. С ноября 1938 по январь 1940 года была выпущена серия танков в количестве 47 единиц (№ 91783-91829), из которых последние 5 танков сдали в январе 1940 года. Кроме того, 9 танков были собраны по заказу Бельгии в 1939 году.

## Описание конструкции

### Броневой корпус и башня
Корпус и башня танка собирались из катаных и литых броневых деталей толщиной от 10 до 25 мм на каркасе из уголков.

### Вооружение
Вооружение танка состояло из пушки SA 35 калибра 47 мм с боекомплектом в 50 снарядов и спаренного с ней пулемёта Reibel калибра 7,5 мм с боекомплектом в 1500 патронов.

### Двигатель и трансмиссия
На танке ставился четырёхцилиндровый рядный карбюраторный двигатель жидкостного охлаждения мощностью 180 лошадиных сил (или 88 кВт), являвшийся дальнейшим развитием танковых двигателей Renault, устанавливавшихся на предыдущих танках AMR.35 и AMC.34YR. В передней части машины располагалась трансмиссия.

### Ходовая часть
Ходовая часть применительно к одному борту состояла из пяти опорных обрезиненных катков, пяти поддерживающих катков, направляющего колеса заднего и ведущего колеса переднего расположения. Подвеска на танке была так называемого «ножничного» типа (на маятниках с поперечными каучуковыми рессорами).

## Операторы
- Франция — 47, а также 2 прототипа.
- Бельгия — 10 машин, включая один из прототипов.
- Нацистская Германия — по крайней мере, несколько машин.

## Модификации
- AMC.35 — базовые варианты танка с 47-мм танковой пушкой SA 35, 25-мм противотанковой пушкой SA 35, 13,2-мм пулемётом Hotchkiss M1929.
- ACG-1 — бельгийская модификация французского танка AMC.35, подразумевающая замену французской пушки бельгийской 47-мм противотанковой пушкой FRC, изменённый кожух пулемёта, а также изменения конструкции башни: изменённый вырез для пулемёта, перенос эпископа из левой центральной части башни в её левую заднюю часть, а также установку доп. бронеплиты на место старого расположения эпископа.
- ACG-2 — бельгийская модификация ACG-1. Предполагалось увеличить корпус в высоту, заменить пушечную башню пулемётной, а в качестве основного вооружения установить 75-мм короткоствольную французскую пушку SA 35. Был создан один корпус.

## Служба и боевое применение

### Организационная структура
Первая часть французской армии, полностью вооружённая AMC.35 была сформирована уже к марту 1939 года. Это был бронекавалерийский эскадрон механизированной кавалерийской дивизии в составе 16 танков. Данное подразделение принимало активное участие в боях с вермахтом во время Французской кампании.
Танки AMC.35 в количестве 8 экземпляров предполагалось перед началом вторжения во Францию поставить вооружённым силам Бельгии для Escadron d'Blindées (бронеэскадрон поддержки кавалерии), где они получили бы обозначение ACG-1.

### Боевое применение
Первым документально зафиксированным боевым столкновением с участием данного танка во Второй мировой войне стал бой трёх ACG-1 из состава Escadron d'Blindées под командованием лейтенанта Шрейбера с немецкими передовыми частями под Квартрехтом 20 мая 1940 года.

## Сохранившиеся экземпляры
Один экземпляр машины сохранился во французском танковом музее в Сомюре.
- AMC.35 в танковом музее в Сомюре